# Gentianothamnus madagascariensis
Gentianothamnus madagascariensis es la única especie del género monotípico Gentianothamnus, perteneciente a la familia Gentianaceae. Es originaria de Madagascar donde se distribuye por Antsiranana, Fianarantsoa, Toliara en una altura de 1000 a 2000 metros.

## Taxonomía
Gentianothamnus madagascariensis fue descrita por  Jean-Henri Humbert y publicado en Bulletin de la Société Botanique de France 84: 388, t. 1. 1937.
Sinonimia
- Gentianothamnus madagascariensis var. perrieri Humbert[1]